# Svenskans beskrivning
Svenskans beskrivning, en serie språkvetenskapliga konferenser och publikationer om det levande svenska nuspråket, dess uppbyggnad och användning. Konferenserna, som anordnats sedan 1963, arrangeras omväxlande av universiteten i Lund, Uppsala, Stockholm, Göteborg, Linköping, Karlstad, Umeå, Växjö, Örebro, Helsingfors, Vasa och Åbo. Fram t.o.m. 2023 hade 39 konferenser hållits.
Organisationen kring konferenserna var inledningsvis rätt löslig. Bengt Sigurd menade t.o.m. att det första mötet närmast var "underjordiskt". Så småningom angavs Forskningsnämnden för modern svenska som övergripande arrangör.. Hösten 2008 bytte organisationen namn till Forskningsnämnden för svenska språket. Nämnden svarar för den övergripande planeringen av konferensen Svenskans beskrivning, som hålls var tredje termin enligt ett rullande schema där var fjärde konferens hålls i Finland. Nämnden sammanträder oftast bara i anslutning till själva konferensen. Till ordförande väljs en företrädare för det lärosäte som ska anordna nästkommande konferens.

## Bakgrund till konferensserien
Den första konferensen anordnades i Svenska språknämndens lokaler i Stockholm 8-9 juni 1963. En yngre generation språkvetare ansåg att forskningen kring den samtida levande svenskan försummats, och likaså att den mera etablerade språkvetenskapen inte beaktade nya strukturalistiska idéer inom forskningen. Man ansåg att man var alltför fast i en dialektologisk och ljudhistorisk forskningsinriktning. Man efterlyste också en aktivare internationell orientering. Så småningom  breddades den språkvetenskapliga inriktningen avsevärt, vilket bl.a. avspeglades i forskningsnämndens namnbyte 2008.
Deltagare vid det allra första mötet var John Lotz, Gunnar Fant, Björn Lindblom, Sven Öhman, Eva Gårding, Hans Karlgren, Göran Hammarström, Gösta Holm, Claes-Christian Elert, Bengt Loman, Carl Ivar Ståhle och Sten Malmström. Deltagarantalet har med åren vuxigt betydligt och är numera ett par hundra.

## SkriftserienSvenskans beskrivning
De första fyra konferenserna dokumenterades i form av enkla stencilerade rapporter. Den första konferensdokumentationen omfattade bara 93 sidor. Idag omfattar de flesta volymerna cirka 350-500 sidor. Den första volym som trycktes var den femte (1969). Fr.o.m. 1989 bestämde man att volymerna borde få ett mera enhetligt utseende, dock har inte volymerna namngivits konsekvent under årens lopp, men uttrycket "svenskans beskrivning" finns med i praktiskt taget samtliga titlar.
Konferensernas ämnesval var fritt till en början, men fr.o.m. 1980 försökte man definiera ett tema varje gång. 1980 (SvB nr 12) var det "Svenskan i Sverige och svenskan i Finland", året därpå (SvB nr 13) "Svenska språkets historia efter 1950". 1996 (SvB nr 22) handlade det om "Svenska i skolan", 1998 (SvB nr 23) "Språket och massmedierna", och konferensen 1999 (SvB nr 24) ägnades åt Svenska Akademiens Grammatik. 2001 (SvB nr 25) behandlade man "Svensk-finsk språkkontakt genom tiderna", 2002 (SvB nr 26) "Svenskan i ett mångspråkigt Sverige", 2008 (SvB nr 30) frågade man sig vad man egentligen vill beskriva, "Vad vill vi veta om svenskan?" var temat för en paneldebatt detta år. 2010 (SvB nr 31) behandlade man "Perspektiv på skrivande" och skrivprocessen, 2011 (SvB nr 32) "Språket som kulturbärare - nu och då", 2013 (SvB nr 33) "Svenska som pluricentriskt språk".
I konferensvolymerna publiceras huvuddelen av föredragen. 2010 räknade Fred Karlsson i sin översikt över de första 29 volymerna med att 85 procent av alla föredrag också publicerats i tryck. Fram t.o.m. volym 33 (2013 års konferens, publicerad 2014) hade 883 föreläsningar publicerats i konferensvolymerna.